# Глорія (Бузеу)
Футбольний клуб «Бузеу» (рум. Asociația Sportivă Fotbal Club Buzău), відоміший під назвою Глорія Бузеу — професійний румунський футбольний клуб із міста Бузеу. Клуб був заснований 16 червня 1973 року, та вперше зіграв у найвищому румунському дивізіоні в сезоні 1978—1979 років. Найкращим результатом клубу в чемпіонаті стало п'яте місце в сезоні 1984—1985 років. Після розформування та повторного створення клубу в 2016 році «Глорія» повернулася до найвищого дивізіону в 2024 року. Клуб часто називають Команда з «Кринга» (рум. Formația din Crâng), команда грає домашні матчі на муніципальному стадіоні Бузеу місткістю 12321 місце.

## Історія

### Заснування
Команда була заснована 16 червня 1973 року місцевою радою повіту Бузеу як частина місцевої спортивної асоціації «Муніципальний спортивний клуб» (рум. Clubul Sportiv Municipal). «Глорія» поглинула іншу спортивну команду з Бузеу «Металул», та отримала її місце в Дивізії C (третьому дивізіоні румунського футболу). З гравцями «Металула» та іншими місцевими футболістами (особливо з іншої команди, «Шоймії»), «Глорія» посіла перше місце у своєму першому сезоні в третьому румунському дивізіоні. Команда виграла плей-оф за вихід до другого румунського дивізіону, та зуміла підвищитись у класі в перший же рік існування.

### 1970-1980-ті роки
Після кількох спроб взяти перше місце в другому румунському дивізіоні, «Глорія» через 5 років після заснування зуміла посісти перше місце наприкінці сезону 1977—1978 років, і вперше отримати місце в Дивізії A для міста Бузеу. Після сезону, у якому «Глорія» досягла, ймовірно, свого найкращого результату в історії (виграш 4–1 вдома проти бухарестського «Стяуа»), команді вдалося несподівано залишитися в найвищому дивізіоні після того, як вона перемогла клуб «УТА Арад», одного з румунських грандів на той час, і спричинила його виліт до другого дивізіону. Проте ще через рік «Глорія» все-таки вибула до другого дивізіону.
Після 4 сезонів «Глорія» знову вийшла до Дивізії А, де залишалася ще на 3 сезони. Сезон 1984—1985 був найуспішнішим для «Глорії» в історії, оскільки вона посіла 5-те місце в чемпіонаті, та отримала путівку на Балканський кубок, де дійшла до стадії півфіналу, обігравши грецький клуб «Паніоніос».

### Два десятиліття нижчих ліг
Далі в історії клубу було 20 сезонів виступів у нижчих лігах, включаючи два сезони в третьому дивізіоні (сезони 2000—2001 і 2001—2002 років). Знову отримавши підвищення до другого дивізіону, колишній відомий гравець клубу Віорел Іон зайняв посаду граючого головного тренера, та вивів клуб до плей-оф за підвищення до Дивізії A, який команда програла клубу «Політехніка АЕК» з Тімішоари.
Тим часом клуб зіткнувся з великими фінансовими труднощами, наближаючись до банкрутства. Це тривало до сезону 2006—2007 років, коли інвестор Аурел Бребяну перебрав клуб у колишнього президента Дена Тулпана, та зумів врятувати клуб. У цьому ж сезоні також відбувся великий успіх для клубу, оскільки «Глорія» виграла підвищення до Ліги I після 20 років відсутності. У 2007 році бізнесмен Костянтин Букур придбав 52 % акцій клубу, ставши його мажоритарним акціонером.

### Виступи в Лізі I (2007—2009 роки)
Після сезону 2006—2007 «Глорії» під керівництвом Віорела Іона вдалося піднятися до Ліги I, проте президент клубу Костянтин Букур звільнив Іона лише після кількох матчів у сезоні 2007—2008 років у найвищому дивізіоні, та замінив його на Штефана Стойку.Команда боролася за те, щоб уникнути вильоту до останнього матчу, і зуміла втриматись у найвищому дивізіоні. Наступний сезон приніс команді розчарування, «Глорія» фінішувала останньою, та повернулася до Ліги II.

### Повернення в нижчі ліги
Букур припинив підтримку клубу, і через фінансові проблеми «Глорія» наприкінці сезону 2008—2009 років втратила майже всіх гравців. Перший сезон у Лізі II був важким, оскільки команда отримала 8 очок штрафу, оскільки не набрала мінімальної кількості очок у попередньому сезоні, а також команді за рішенням федерації було зараховано технічну поразку 3–0 у грі першого туру, оскільки деякі колишні гравці команди не отримували виплати. Знайти гравців вдалося лише за кілька тижнів до початку сезону. Правління клубу підвищило Ніколає Антона, який раніше тренував другу команду клубу (в четвертому дивізіоні) і молодіжну команду, до статусу головного тренера. Хоча команда зіткнулася з низкою проблем, їй вдалося провести серію з 6 перемог від 2 до 8 туру (4 з цих перемог відбулися між 2 і 5 турами). Команда уникла вильоту, посівши 14 місце; після нового сезону, в якому «Глорія» фінішувала 10-ю, подальші фінансові проблеми спричинили повернення команди до комплектування молодими гравцями, що призвело до вильоту в третій дивізіон.
У сезоні 2012—2013 років команда боролася за повернення до Ліги II. Головний суперник команди «Віїторул Аксінтеле» краще виглядали на початку сезону, але після того, як Штефан Стойка (який повернувся до команди на сезон) був змушений залишити команду, щоб піклуватися про свою дружину, і його замінив Маріан Росу, «Глорія» почала зменшувати відставання. У матчі між ними навесні 2013 року «Глорія» поступилася «Віїторулу», і підвищення, здавалося, було втрачено. Однак наприкінці сезону розслідування Румунської футбольної федерація довело, що «Віїторул» не мав трьох молодіжних команд на змаганнях на рівні округу, як того вимагав регламент Ліги III, і присудило «Віїторулу» штраф у 9 очок, що призвело до того, що «Глорія» фінішувала першою, та була підвищилася до Ліги II.
26 травня 2016 року Румунська футбольна федерація оштрафувала 14 гравців «Глорії» та 3 працівників клубу за договірні матчі Ліги II в 10 турах у період з вересня 2014 року по травень 2015 року, та наклала на них повну дискваліфікацію на 174 місяці. Наприкінці сезону 2015—2016 років Ліги II в червні 2016 року «Глорія» мала зустрітися з «Олімпією» (Сату-Маре) в матчі плей-оф на вибування з ліги, але клуб не прибув на гру, оскільки не мав достатньо гравців на матч після того, як дискваліфікація набула чинності. Одночасно з цим клуб став банкрутом.

### Перезаснування та сходження (з 2016 року)
Після банкрутства клубу «Глорія Бузеу» бізнесмен Йонел Туртуріке заснував новий клуб «Бузеу», який був зарахований до Ліги V, повіт Бузеу. Лише після одного сезону новий клуб, який у своєму складі мав низку гравців, які зіграли багато матчів за «Глорію Бузеу», піднявся до Ліги IV, набравши 63 очки, випередивши найближчого переслідувача на 7 очок.
Улітку 2017 року клуб «Бузеу» був перейменований на «СКМ Глорія Бузеу», як частина нового міського спортивного клубу «СКМ Глорія Бузеу», і наприкінці сезону 2017—2018 років знову підвищився, цього разу до Ліги III.
У сезоні 2018—2019 Ліги III «Глорії» вдалося підвищити третій рік поспіль, цього разу до Ліги II, після перемоги в першому сезоні третього дивізіону, в якому команда провела важкі матчі проти таких команд, як «Оцелул», «Фореста» (Сучава), «Буковина» (Радівці) та «Чахлеул». Лише в останньому турі «червоно-сині» зазнали першої поразки, показавши найкращий результат з усіх переможців груп ліги.
Після того, як два сезони в Лізі II команда завершила в середині турнірної таблиці, клуб «СКМ Глорія Бузеу» був перейменований на «Бузеу», щоб отримати ліцензію на Лігу I, за умови, що «СКМ Глорія Бузеу» була державним підприємством, а клуб «Бузеу» є державно-приватним партнерством, партнерством, яке юридично має право на отримання ліцензії на найвищий дивізіон.
Улітку 2022 року клуб відновив свої старі рекорди, історію та бренд, і був перейменований на «Глорія Бузеу».

## Стадіон
Клуб проводить свої домашні матчі на муніципальному стадіоні в Бузеу місткістю 12321 місце. Муніципальний стадіон був відкритий у 1942 році, та розташований у парку Кринг, звідки пішло його прізвисько «Crâng» (Гай). З моменту відкриття стадіон неодноразово реконструювався (у 1971—1976, 2005—2007, та 2008 роках). Останні ремонтні роботи проводилися влітку 2018 року, коли було змінено поле стадіону.

## Уболівальники
«Глорія» має багато прихильників як у Бузеу, так і в повіті Бузеу. Група ультрас «Глорії» відома як «Peluza Crâng».